# Bent Cherk
Bent Cherk é uma vila na comuna de Ksabi, no distrito de Ouled Khoudir, província de Béchar, Argélia. A vila está localizada perto da fronteira com a província de Adrar e está ligada à rodovia N6 em direção ao sudoeste por uma estrada local.